# Chaetopterus pugaporcinus
Chaetopterus pugaporcinus (лат.) — вид морских многощетинковых червей из семейства Chaetopteridae.
Вид обнаружен в заливе Монтерей у побережья Калифорнии. Впервые описан учёными Научно-исследовательского института аквариума Монтерей-Бей в 2007 году. Научное название вида pugaporcinus переводится с латыни как «похожий на свиной зад».
Червь округлой формы, длиной 10—20 мм. Тело этих червей состоит из отдельных сегментов, средние сегменты наполнены газом, придавая животным круглую форму. До сих пор остаётся невыясненным, являются найденные образцы взрослыми особями или это их личиночная форма. По размеру червь в пять-десять раз превышает размер личинки любого другого вида червей, указывая на взрослую форму. Однако взрослые особи всех известных глубоководных червей этой группы живут в пергаментных трубках на морском дне.
Вид способен к биолюминесценции. В лабораторных условиях при физическом стимулировании червь выделял ярко-синий свет в течение 3—6 секунд. Кроме того, червь производит очень маленькие биолюминесцентные зелёные частицы, которые рассеиваются в его слизистом облаке и светятся в течение 1—2 секунд перед тем, как исчезнуть.
Вид обитает немного ниже зоны кислородного минимума на глубине 875—1200 м. Плавает в толще воды полой частью тела вниз. Питается главным образом пелагическим фитопланктоном, а также пелагическими фораминиферами, силикофлагеллятами, динофлагеллятами и морскими протистами. Вокруг рта у червя выделяется сгусток слизи, к которому приклеиваются органические остатки.